# Freeview (Austràlia)
Freeview és la marca donada a la plataforma de televisió digital terrestre a Austràlia. El seu objectiu és dur a tots els difusors lliures-a-l'aire (FTA), a una plataforma de màrqueting coherent per competir contra la televisió per subscripció, en particular, Foxtel, i coincideix amb l'ampliació a tres canals digitals per a cada xarxa de TLC (FTA). Freeview posarà èmfasi en les seves cadenes membres de -15 canals lliures en l'aire-, produirà i ampliarà una guia electrònica de programes (EPG) - i també certificarà televisors, set-top boxes i gravadors de vídeo personals (PVR) que responguen als seus requeriments.
La marca TDT de Freeview es va llançar el novembre de 2008 amb els anuncis teaser prometent 15 canals en el 2009. La nova primera cadena "Freeview" va començar el 26 de març del 2009 amb el canal d'esports One del Network Ten. A més la seva publicitat va començar el 26 d'abril del 2009, amb els primers dispositius TDT certificats n'hi havent als minoristes des de maig del 2009.
Freeview has estat criticada com ambigua i lleugera en els detalls, amb la crítica sobre que la certificació n'és més com una restricció de dispositius que permeten ells.
L'emissió simultània de la Network Ten d'One tant en alta com definició estàndard és criticat per alguns per ser com un sol canal, sense contingut diferenciat. La seva presentació també va significar que la programació no esportiva de la Network Ten no seria emesa ja en alta definició.
La certificació Freeview inclourà almenys dues fases, a la fase 1 els dispositius TDT no requeriran tindre la funció de la tecnologia MHEG-5, Freeview es proposa utilitzar-la per donar suport a la seva guia de programació electrònica.

## Llançament
La marca va ser llançada el 24 de novembre del 2008 a les 6:29 PM, mitjançant l'ús d'una publicitat de 60 segons que apareixia a totes les xarxes, en un roadblock.